# Sergio Carantini
Sergio Carantini (Verona, 12 aprile 1936 – Vicenza, 5 giugno 2013) è stato un calciatore italiano, di ruolo difensore.

## Biografia
È morto a Vicenza il 5 giugno 2013, all'età di settantasette anni, a causa di un'emorragia cerebrale.

## Carriera
Cresciuto nel Verona con cui ha militato dal 1954 al 1957 disputando 5 partite di Serie B, è passato poi al Venezia con cui ha giocato fino al 1963; nel 1961 con i lagunari ha conquistato la promozione in Serie A, dove ha esordito il 27 agosto di quell'anno, collezionando in totale con la maglia neroverde 163 presenze.
Dopo due stagioni in massima serie, nel 1963 passò al L.R. Vicenza, società a cui si legò fino al termine della carriera, nel 1972. Nelle file biancorosse formò una storica coppia di difensori centrali con il fiorentino Mario Calosi, disputando un totale di 248 partite in massima serie in 9 stagioni. In maglia berica esordì il 15 settembre 1963 contro il Torino in una partita terminata 1-1, indossando la maglia n. 5. Fra i suoi migliori piazzamenti a Vicenza vanno ricordati i due sesti posti del 1964 e del 1966.

## Palmarès
- Campionato italiano di Serie B: 1

Venezia: 1960-1961